# Врт љубави
Врт љубави је дело фламанског сликара Петра Паула Рубенса. Насликана је у периоду од 1633. до 1634. године. Убраја се у једно од најзначајнијих и најуспешнијих Рубенсових дела. Данас се налази у музеју Прадо у Мадриду.

## Краћа биографија аутора
Рубенс је рођен 1577. године у Зигену, у Немачкој, а умро је 1640. године у Антверпену, Белгији, где је провео већи део свог живота. Опробао се у сликању на разноврсне теме, претежно историјске и митолошке тематике. Један је од највећих мајстора барокног стила у сликарству. Његове слике пуне су драматике, чулности и сјаја боја. Назван је сликарем тела, док је Рембрант сликар душе. Мало је уметника у историји уметности било тако чувено и утицајно у своје време попут Рубенса. Његова најзначајнија дела су Подизање крста, Отмица Леукових кћери, Оковани Прометеј, Парисов суд, Скидање с крста и циклус слика посвећен Марији Медичи.

## Анализа уметничког дела
Тема овог дела је групни портрет. Реч је о групном портрету заљубљених људи у опуштеној атмосфери у једној идиличној башти. Ово дело је алегорија љубави Рубенса са његовом другом супругом, Јеленом Фурман. Наиме, Рубенсова прва жена, Изабел Брант, коју је јако волео и ценио преминула је 1626. године. Рубенс јој је био увек веран и њена смрт га је веома потресла. Па ипак, 1630. године се жени са Јеленом Фурман. Он је тад имао 53 године, а она 16. Међутим он је с њом имао још два сина и три кћери. Ово дело није наручено, већ га је Рубенс насликао да би приказао своју љубав према тој жени и представља нешто лично за Рубенса, његов живот. 
Ова слика треба да се посматра слева надесно, јер тако тече прича, иако се обично посматра погрешно, обрнуто. На самој левој страни налази се човек који грли младу жену. Међутим, то није страствен загрљај јер је његов додир одмерен и уздржан, а у његовим очиме се огледа блага хладноћа. Њих двоје нису блиски што се види и по њеном држању које је још опрезно и неодлучно. У средишту слике се налазе три жене које седе и представљају три различита облика љубави: екстатичну – жена која подбочена гледа право, разумну љубав – жена која исправљеног држања гледа директно гледаоца и мајчинску љубав – жена која у крилу држи младог дечака, малог Амора, у крилу. Није случајно да се жена у плавој хаљини са леве стране појевљује поново на слици. Овог пута је окренута лицем нама и у њеним очима се види радозналост и жеља за љубављу. На завршетку приче, с десне стране, долази до врхунца, кулминације, човек и жена се гордо држе за руке, у скупоценој су одећи и селазе низ степенице. Све указује на то да су се управо венчали. Такође, парови око групе људи носе симболе брачне љубави, укључујући пар голубова и жуманце, које носи Купидон у горњем левом углу композиције. Фонтане или скулптуре три грација и девојке која доји означавају плодност и брачну срећу, док паун симболизује богињу Јуно која штити брак, а пас узајамно поштовање и поверење. 
Интересантно је што све жене на слици су сличне међу собом и изгледају управо као Јелена: имају прав нос, мало рашчупану косу плаве боје, крупније су грађе, поносно држање и широко отворене очи, док је код мушкараца специфична козја брадица и црте лица Рубенса. Међутим, Рубенс са слике делује знатно млађе него Рубенс кад је то сликао. То се објашњава тиме да је Рубенс срећан јер се опет заљубио и нашао нову љубав, тако да као да је опет млад.

## Физичке карактеристике
Димензије овог дела су 198 са 286 cm, техника је уље на платну. Кад је насликана, стајала је у краљевској спаваћој соби у палати Алказар, у Мадриду, а данас се налази у музеју Прадо, у соби број 16В на првом спрату, такође у Мадриду. Порука, осносно идејна садржина овог дела је поновна заљубљеност Рубенса. Тематика је алегоријска. Коришћени ликовни елементи су претежно боје и контраст, али има и светлости и сенке, као и облика.